# Квінт Валерій Фальтон
Квінт Валерій Фальтон (лат. Quintus Valerius Falto; ? — після 238 до н. е.) — політичний, державний та військовий діяч часів Римської республіки, консул 239 року до н. е.

## Життєпис
У 242 році до н. е. став першим в історії Римської республіки обраним претором для ведення справ між римськими громадянами і чужоземцями або між самими чужоземцями (лат. Praetor peregrinus). У 241 році до н. е. як пропретор отримав Сицилію. Того часу тривала Перша Пунічна війна. Разом з проконсулом Гаєм Лутацієм Катулом очолив військову флотилію. Під час переходу до Лілібею Катул захворів, тому у вирішальну мить римлян очолив Квінт Валерій Фальтон. Його завданням було не дозволити карфагенському флоту на чолі із Ганноном з'єднатися із армією під орудою Гамількара Барки, що отаборився на горі Ерікс. Зрештою у битві при острові Егуса 10 березня того ж року, що відома як битва при Егадських островах, римський флот на чолі із Квінтом Валерієм завдав нищівної поразки карфагенянам. 70 ворожих кораблів були захоплені, 50 — потопили, а 10 тисяч карфагенських моряків були взяті в полон. Це призвело до завершення війни на умовах Риму. За цю перемогу отримав від сенату право на тріумф, який відсвяткував 6 жовтня. Надалі з'явилася версія, яка не була підтверджена в більшості джерел того часу, що Гай Лутацій Катул не хворів, продовжував командувати флотом, а потім проводив перемови з Карфагеном про мир та контрибуції. Йому теж було надано тріумф. Імовірно, ця подальша сумнівна версія в дійсності відобразила масштабний конфлікт між патриціями і плебеями стосовно ролі у перемозі над Карфагеном.
Перемога над Карфагеном мала наслідком шалену популярність Фальтона у Римі. У 239 році до н. е. його було обрано консулом разом з Гаєм Мамілієм Турріном. У 238 році до н. е. ймовірно посприяв обранню консулом свого брата Публія. 
З того часу про подальшу долю Квінта Валерія Фальтона немає відомостей.